# Gerald Potterton

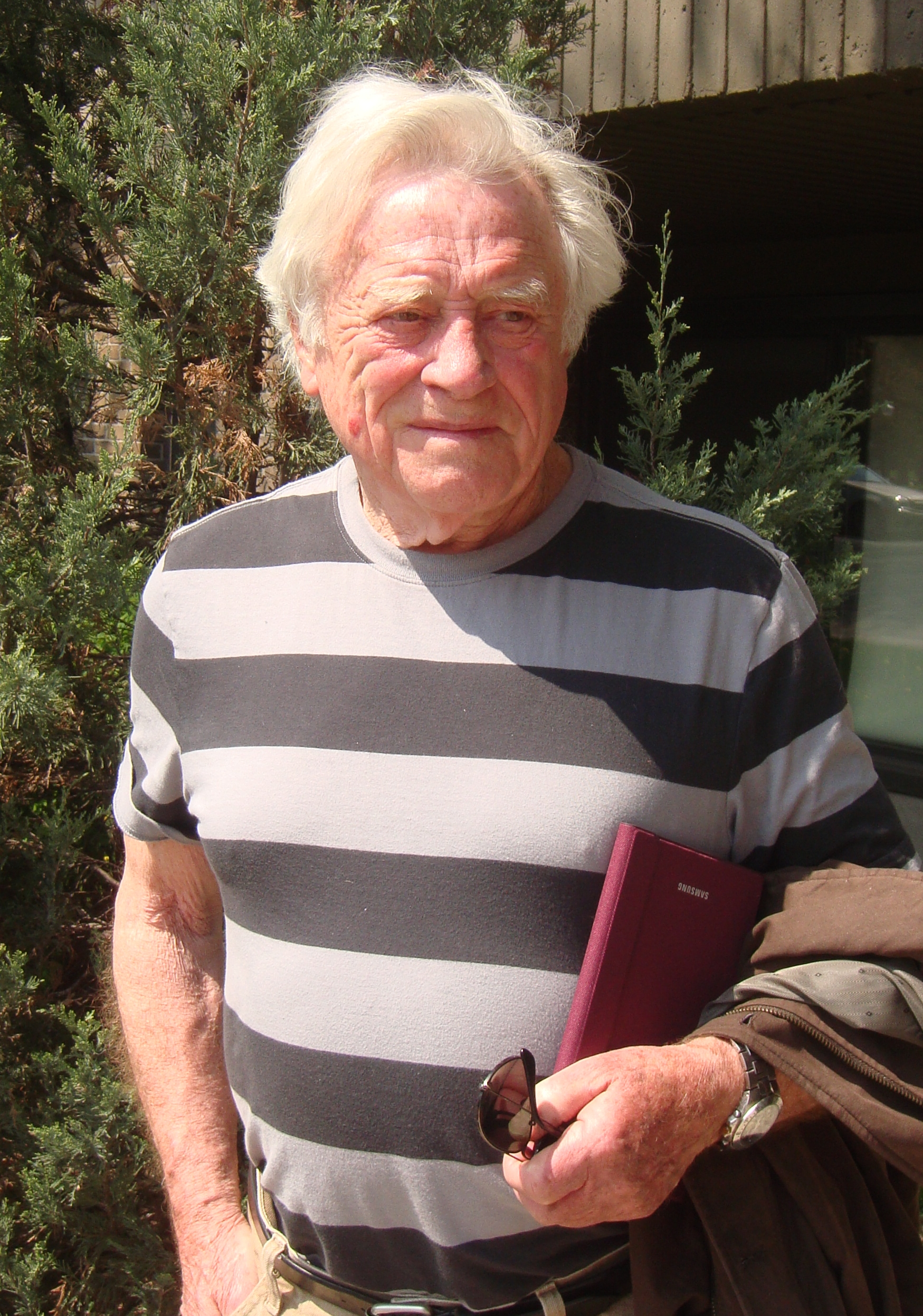
Gerald Potterton (2016)

Gerald Potterton (* 8. März 1931 in London; † 23. August 2022 in Cowansville, Québec) war ein britisch-kanadischer Animator, Filmregisseur und -produzent.

## Leben
Potterton besuchte die Hammersmith Art School. Nach seinem Abschluss begann er in London als Animationsassistent zu arbeiten. Mit 24 emigrierte er nach Kanada und wurde Mitglied des National Film Board of Canada (NFB). 1962 erschien sein Debütwerk My Financial Career, bei dem er erstmals alleine als Regisseur verantwortlich zeichnete. Der Film wurde  1964 für einen Oscar in der Kategorie „Bester animierter Kurzfilm“ nominiert, konnte sich jedoch nicht gegen The Critic durchsetzen.
1963 war Potterton Co-Regisseur von Christmas Cracker an der Seite von Norman McLaren, Jeff Hale und Grant Munro. Mit dem Film gewann er auch den Golden Gate Award. 1965 war er Regisseur des Films Bahnfahrt mit Buster Keaton, dem letzten Stummfilm von Buster Keaton. Mit diesem erhielt er einen Ehrenpreis der Berlinale. Außerdem trat er in der Dokumentation Buster Keaton Rides Again auf.
Als Animator arbeitete er an der Zeichentrickserie Cool McCool (1966–1969) sowie dem Beatles-Film Yellow Submarine. In den 1970er Jahren drehte er Film- und Animations-Passagen für die Kinderserien Sesamstraße und The Electric Company.
1968 gründete er seine eigene Produktionsgesellschaft für Film und Zeichentrick. Vor seiner Schließung 1974 produzierte sie unter anderem Der selbstsüchtige Riese (1971) von Peter Sander, Larry Kents Fleur Bleue (1971), Mike Mills The Happy Prince (1974), The Little Mermaid (1974) und The Christmas Messenger (1975).
Seine letzte große Arbeit war der Film Heavy Metal von 1981, bei dem er zusammen mit Jimmy T. Murakami Regie führte. Der Film basierte auf den französischen Schwermetall-Comics.
In den 1980er und 1990er Jahren war er weiterhin als Regisseur und Animator für Film und Fernsehen tätig.

## Filmografie
Regie
- 1960: Hors-d'oeuvre (Kurzfilm)
- 1962: My Financial Career (Kurzfilm)
- 1963: The Ride (Kurzfilm)
- 1963: Christmas Cracker (Kurzfilm)
- 1965: Bahnfahrt mit Buster Keaton (The Railrodder)
- 1966: Cool McCool (Zeichentrickserie)
- 1966: The Quiet Racket (Kurzdokumentarfilm)
- 1971: Tiki Tiki
- 1973: Abenteuer Gold (The Rainbow Boys)
- 1975: The Remarkable Rocket (Kurzfilm)
- 1979: Canada Vignettes: Winter - Starting the Car
- 1979: Canada Vignettes: Winter - Dressing Up
- 1981: Heavy Metal
- 1983: The Awful Fate of Melpomenus Jones (Kurzfilm)
- 1985: George and the Christmas Star
- 1989–1991: The Smoggies (Fernsehserie)
- 1992: The Real Story of Happy Birthday to You (Kurzfilm)

Animator
- 1954: Animal Farm - Aufstand der Tiere (Animal Farm)
- 1955: Huff and Puff (Kurzfilm)
- 1956: Fish Spoilage Control (Kurzfilm)
- 1957: It’s a Crime (Kurzfilm)
- 1960: Life and Radiation (Kurzfilm)
- 1968: Yellow Submarine
- 1977: Raggedy Ann & Andy: A Musical Adventure

Produktion
- 1971: Der selbstsüchtige Riese (The Selfish Giant)
- 1974: The Little Mermaid (Kurzfilm)
- 1974: The Happy Prince
- 1975: The Christmas Messenger